# Dolapex amiculus
Dolapex amiculus је пуж из реда Stylommatophora и фамилије Helicarionidae.

## Угроженост
Ова врста се сматра угроженом.

## Распрострањење
Ареал врсте је ограничен на острво Норфолк.